# Inderst Inde 2
Inderst Inde 2 (engelsk: Inside Out 2) er en amerikansk animationsfilm, fra 2024, instrueret af Kelsey Mann, efter manuskript af Meg LeFauve. Filmen er produceret af Pixar Animation Studios og er en efterfølger til Inderst Inde fra 2015. 
Filmen er distribueret af Walt Disney Motion Pictures Group og havde biografpremiere i Danmark d. 13. juni 2024.

## Handling
Hovedkarakteren Riley vender tilbage - nu som teenager. Det betyder selvfølgelig, at hun bliver nødt til at håndtere de nye svære følelser, der følger med at være i denne alder.

## Medvirkende
Figurernes danske navne i parentes. 
| Figur                 | Originale stemmer   | Danske stemmer                 |
| --------------------- | ------------------- | ------------------------------ |
| Joy (Glæde)           | Amy Poehler         | Cecilie Stenspil               |
| Sadness (Triste)      | Phyllis Smith       | Lisbeth Wulff                  |
| Anger (Vrede)         | Lewis Black         | Peter Zhelder                  |
| Fear (Frygt)          | Tony Hale           | Jacob Morild                   |
| Disgust (Afsky)       | Liza Lapira         | Lærke Winther                  |
| Anxiety (Angst)       | Maya Hawke          | Fanny Leander Bornedal         |
| Envy (Misundelse)     | Ayo Edebiri         | Silan Maria Budak Rasch        |
| Embarrassment (Flove) | Paul Walter Hauser  | Jesper Ole Andersen            |
| Ennui                 | Adèle Exarchopoulos | Molly Blixt Hasselflug Egelind |
| Riley Andersen        | Kensington Tallman  | Sophia Johar                   |